# Destino desconocido
Destino desconocido es un libro de la escritora británica Agatha Christie, publicado en 1955.

## Argumento
Mientras del otro lado del Telón de acero un grupo de científicos intenta seguir la utopía de crear un mundo nuevo, por motivos ideológicos, políticos o económicos, Hilary Craven se siente desilusionada con su vida: su hija murió, se separó de su esposo, sin más nadie en el mundo, decide suicidarse.
El agente inglés Jessop, empeñado en descubrir el destino de un científico desaparecido, ofrece a Hilary un modo más interesante de morir: participar de una peligrosa expedición al norte de África, con el objetivo de encontrar al científico y descubrir el motivo de su desaparición.
Sin saber cuál será su destino, Hilary acepta el desafío y en fin, recupera la motivación para vivir.
- Datos: Q1199748